# Jenny (Roman)

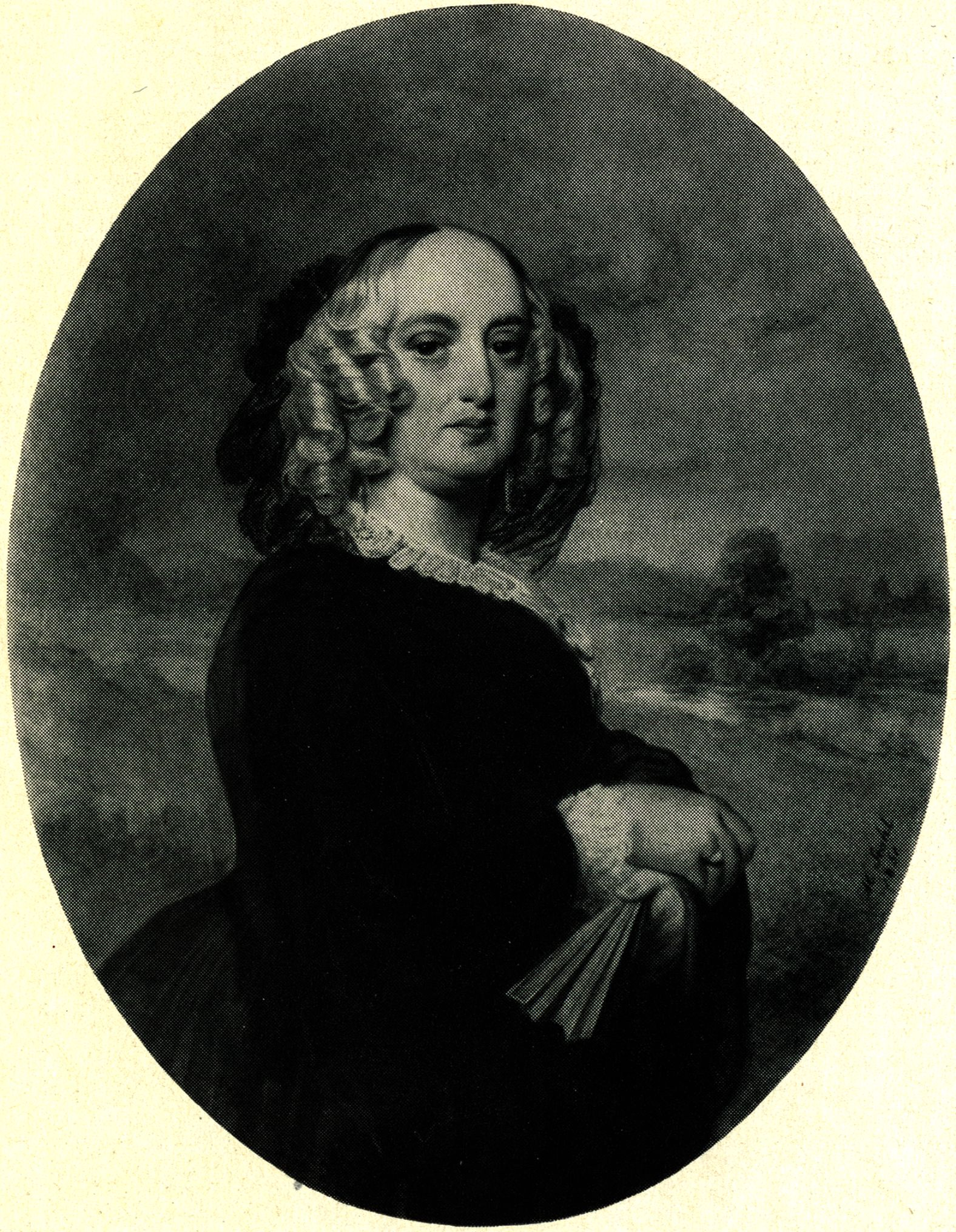
Fanny Lewald

Jenny ist ein Roman von Fanny Lewald (1811–1889), 1843 vom Brockhaus-Verlag in Leipzig erstveröffentlicht. Er gilt als einer der bedeutendsten und frühesten „Frauenromane“ des 19. Jahrhunderts in deutscher Sprache, vergleichbar mit den zeitgleich entstandenen Werken der Brontë-Schwestern in England. Das Werk ist sowohl für die Frauen- als auch die Judenemanzipation in Europa bedeutend gewesen, da hier zum ersten Mal eine Frau relativ offen soziale und politische Umwälzungen mittels der Literatur forderte. Außerdem verglich Lewald darin direkt die Frauen- mit der Judenemanzipation.

## Handlung
Die Titelheldin des Romans, Jenny Meier, trägt stark autobiographische Züge der Autorin. Sie entstammt einer reichen jüdischen Handelsfamilie in Norddeutschland und argumentiert angesichts Antisemitismus und patriarchaler Gesellschaftsstrukturen für die Notwendigkeit einer Emanzipation von Frauen sowie Jüdinnen und Juden. Zu Anfang des Romans, der 1832 spielt, liebt sie Reinhardt, einen Kandidaten der Theologie, der recht orthodoxe Ansichten vertritt. Sie tritt zum Christentum über und lässt sich taufen, obwohl sie an verschiedene christliche Dogmen aus Vernunftgründen nicht glauben kann. Kurz vor der Hochzeit gesteht sie ihrem Verlobten in einem Brief ihre Glaubenszweifel. Daraufhin löst er die Verbindung.
Das nächste Kapitel spielt acht Jahre darauf. Jenny hat sich damit abgefunden, nicht zu heiraten. Doch in der Person des aufgeklärten, verständnisvollen und liberalen Grafen Walter findet sie eine neue Liebe. Dieser setzt sich über alle Standes- und Religionsvorurteile hinweg. Beide verloben sich, aber nur wenige Tage später wird er bei einem Duell getötet, als er die Schmähung seiner bevorstehenden Heirat mit einem „Judenmädchen“ bestrafen will. Daraufhin stirbt Jenny schockiert an gebrochenem Herzen.
In einer Parallelhandlung schildert Lewald das Schicksal von Jennys Bruder, Eduard Meier, einem aufgrund seiner Fachkompetenz und Wesensart allgemein angesehenen Arzt. Dieser liebt die Clara Horn, die Tochter eines vermögenden christlichen Bankiers und wird von ihr ebenfalls geliebt, während sie ihrem englischen Cousin William Hughes, der sie ebenfalls begehrt, nur in schwesterlicher Liebe zugetan ist. Aufgrund der Gesetze darf jedoch der jüdische Arzt kein Universitätslehrer werden oder eine Professur antreten; und auch die Mischehe zwischen Juden und Christen ist verboten. Obwohl Eduards Liebe aufrecht ist, kann er sich nicht zur Konversion entschließen, da er es für seine höchste Pflicht hält, für die politische und soziale Emanzipation der Juden zu kämpfen. Clara Horn heiratet schließlich ihren Cousin als akzeptierbaren Ehemann und wird somit zur Standardehefrau ohne eigene Persönlichkeit und Hoffnung.

## Stil
Lewald zeigt in ihrem Roman auch die Beiläufigkeit antisemitischer Formulierung, wie z. B. durch pseudoliberale Beobachtungseingeständnisse: „Sie ist offenbar eine Jüdin, aber es ist ein sehr interessantes Gesicht“. Aber auch laienhafte rassentheoretische Phrasen jener Zeit gibt sie schonungslos wieder. In einer Erörterung, die sich unter Gästen eines Silvesterabends nach einer Aufführung des Gemäldes Die trauernden Juden im Exil als Tableau vivant ergibt, heißt es: „Es ist mit den Juden wie mit den Fürstenhäusern oder dem hohen Adel, die sich auch so untereinander rekrutiren.  Die Race artet aus ins Krüppelhafte oder sie veredelt sich“. Den Bruder Jennys, Eduard Meier, lässt sie eingestehen, dass den Juden generell der moralische Mut fehle: „Jahrhundertelang hat die Sklaverei auf uns gelegen und das Volk so gedrückt, daß es sich glücklich fühlt, Ruhe zu genießen und sich resignirt, anstatt mit Ernst die Rechte zu fordern, die man uns vorenthält“. Fanny Lewalds Leistung liegt auch darin, dass sie dabei relativ offen im Dialog ihrer Romanfiguren für die seit den Preußischen Reformen unvollständig gebliebene Judenemanzipation im preußischen Vormärz eintritt. In ihren Dialogen geht sie stellenweise sogar darüber hinaus, indem sie geradezu eine zionistische Vision durch Außenstehende formulieren lässt. Man könne nicht leugnen, führt ein Engländer in ihrem Roman aus, dass es unter den Juden eine Menge von Fähigkeiten und Talenten gibt und fährt fort: „Mich wundert, daß diese sich nicht durch die ganze Erde vereinen, daß sie nicht all ihre Fähigkeiten aufbieten, um zum Ziele, zur Gleichstellung zu gelangen“.
Einige ihrer Dialoge sind auch vor dem Hintergrund interessant, dass andere deutsche Dichter anonym sehr ähnliche Formulierungen mit Analogien zu Schlaf und Ruhe wählten, um politische Umwälzungen einzufordern. Man vergleiche dabei zum Beispiel zwei Strophen von Georg Herweghs Wiegenlied, das ebenfalls 1843 veröffentlicht wurde:

„Deutschland – auf welchem Pfühle

Mach’ dir den Kopf nicht schwer!

Im irdischen Gewühle

Schlafe, was willst du mehr

Laß jede Freiheit dir rauben,

Setze dich nicht zur Wehr,

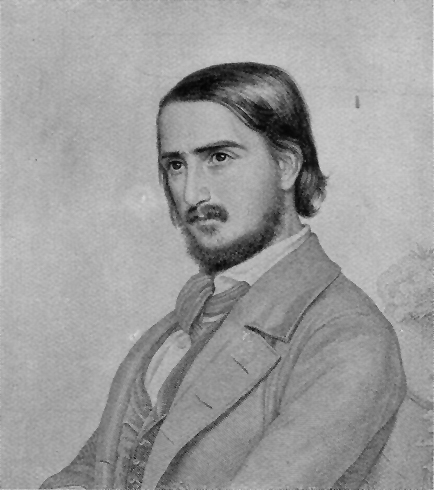
Georg Herwegh, 1847

Du behältst ja den christlichen Glauben

Schlafe, was willst du mehr“

In der Metaphorik ihres Romans wählte Lewald bewusst andere Bilder aus als in der traditionellen deutschen Literatur ihrer Epoche. Die Figur des Graf Walter empfiehlt sich aus Jennys Sicht gerade dadurch als Gatte, weil er das aus seiner Perspektive sehr gewöhnliche Sinnbild des männlichen Baumes und des weiblichen Efeu ablehnt: „Sie glauben nicht (…), wie müde ich dieser ewigen Eichen bin, an die sich zärtlich Efeu schmiegt, der Ulmen, an denen die Rebe sich vertrauend emporrankt“. Andererseits glaubt Walter, dass recht viele Ehefrauen seiner Zeit ein regelrecht beklagenswertes Pflanzendasein leben, weil sie emporstrebende Männer weder zurück- noch mit ihnen Schritt halten könnten. Daher sollten Dichter nicht das Ungleichgewicht der Eheleute in derartigen Bildern beschwören. Vielsagend betrachtet er somit mit Freude das von Jenny dabei gezeichnete Bild zweier kräftiger Bäume, deren Äste eng miteinander verschlungen sind.

## Hintergrund
Fanny Lewald selbst bezeichnete rückblickend das Verfassen ihrer ersten beiden Romane, Clementine und Jenny als relativ leicht: hier „war das Arbeiten in sofern ganz subjektiv, als ich (…) mich selbst in gewisser Weise meiner Natur zum Modell hatte - und auch für die anderen Figuren hatte ich Modelle, die jedoch zum Teil nur insofern benutzte, als ich das Typische an ihnen festhielt“.
Nach dem Verfassen ihres dritten Romans, Eine Lebensfrage (1845), in dem sie die Scheidung thematisierte, entfaltete sie eine rege Reiseaktivität als Kompensation gegen die strenge Abgeschlossenheit ihres strengen jüdischen Elternhauses, was ihr der kommerzielle Erfolg ihrer ersten drei Romane überhaupt erst ermöglichte.

## Rezension
Von den Zeitgenossen wurde Jenny überaus positiv aufgenommen, wobei man sich dessen politischer und literarischer Bedeutung bewusst war: das Buch nehme „ein tieferes, fast historisches Interesse in Anspruch. Aus dem Druck der eigenen, schwer empfundenen jüdischen Verhältnisse hervorgegangen, behandelt es die Fragen der Judenemancipation, des Uebertritts, die sociale Hemmung der einfachsten Glücksbedingungen mit großer Würde“.
Der königlich-sächsische Hofrat und Bibliothekar König Friedrich August II. von Sachsen, Johann Georg Theodor Grässe, ordnete 1858 Fanny Lewalds Verdienste in seiner zeitgenössischen Literaturgeschichte aufgrund ihrer ersten Romane folgendermaßen ein: sie habe „freilich nicht ohne etwas abstracte Idealisirung, Verhältnisse der wirklichen Welt mit geschickter Hand zu malen versucht (…)“.

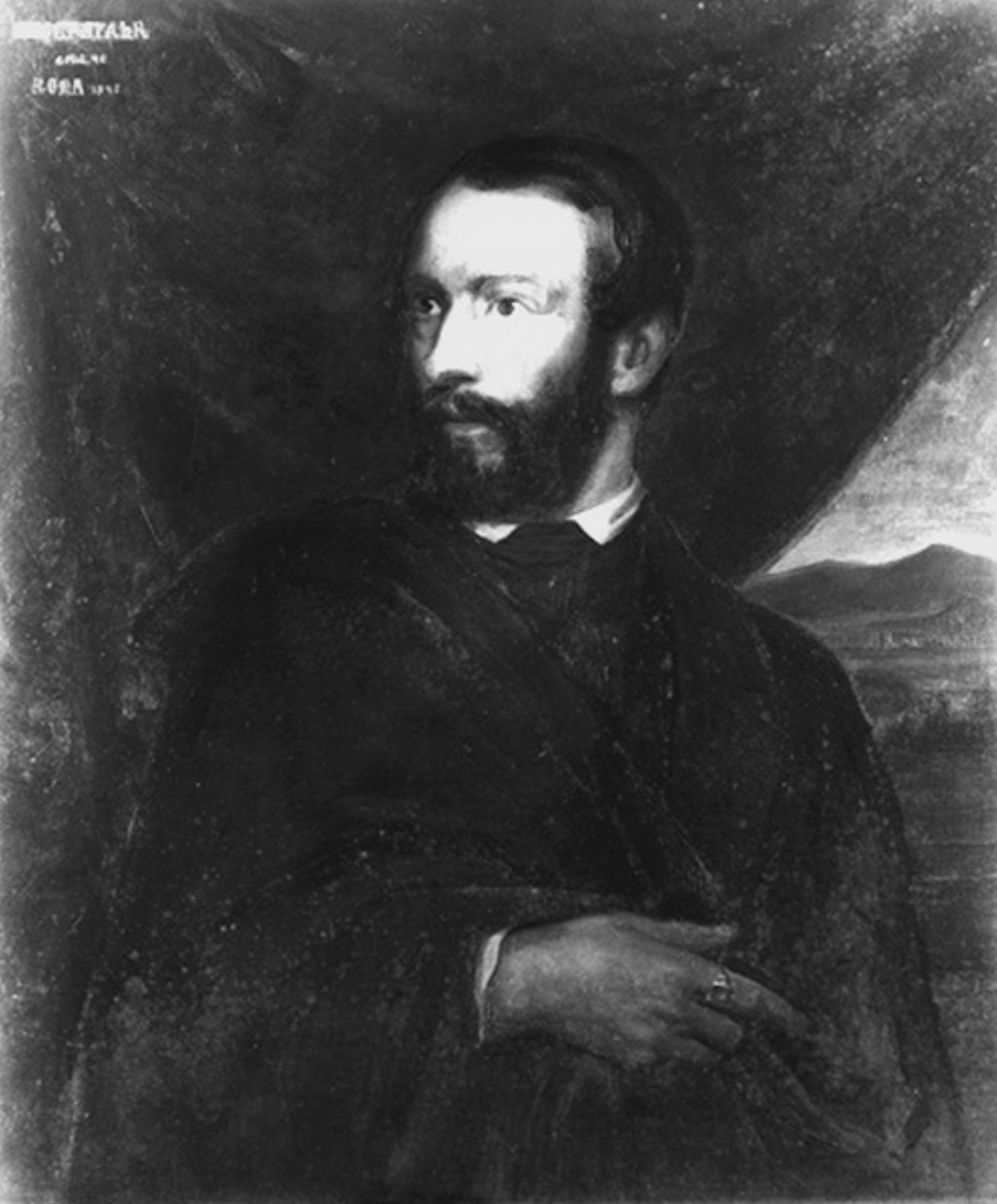
Adolf Stahr, von Wilhelm Steinhäuser (1845)

Im Staats- und Gesellschafts-Lexikon des Hermann Wagener erwähnte man 1865 bezeichnenderweise Fanny Lewalds Biographie im Rahmen der ihres Mannes Adolf Stahr. Allerdings schätzte die Redaktion ihr Talent höher ein, da sie ihn „an Klarheit der Auffassung ebenso wie an Schärfe der Originalität“ überrage. Neben Licht- und Schattenseiten in ihren Romanen bescheinigte man ihr ein „anerkennenswerthes Talent der Erzählung“.
Franz J. L. Thimm jedoch reduzierte 1866 in seiner englischsprachigen deutschen Literaturgeschichte fälschlicherweise Lewalds Verdienste in ihren ersten beiden Romanen darauf, dass sie darin lediglich unglückliche Beziehungen beschrieben habe. Dies steht im deutlichen Gegensatz zur heutigen Rezeption im anglo-amerikanischen Raum, die den Roman und Lewald ausdrücklich zu würdigen wissen.
Im zeitgenössischen französischsprachigen Ausland lobte man die psychologische Finesse bei der Entwicklung der Figuren und den Stil Fanny Lewalds in Jenny. In den damaligen Niederlanden pries man ebenfalls den Roman und seine Verfasserin.
Die Allgemeine Zeitung des Judenthums wusste noch über zwanzig Jahre nach dem Erscheinen des Buches die Verdienste des Romans und seiner Autorin zu würdigen: „Die Verfasserin der 'Jenny' war bereits in früher Jugend zum Christenthum übergetreten, hat aber in diesem Roman (…) die höchste Achtung vor der Sittenreinheit des jüdischen Familienlebens und einen edlen Zorn gegen alle bornierten oder nichtswürdigen Anfeindungen des Judenthums an den Tag gelegt“. Jenny war selbst aus der Perspektive von 1879 für damalige Verhältnisse ein regelrechter Bestseller und beseitigte etliche Vorurteile gegenüber den Juden in Deutschland.

## Rezeption
Die wichtige Nebenfigur des Eduard Meier, des Bruders von Jenny, taucht auch in Lewalds Roman Der Dritte Stand (1846) auf, wo der jüdische, freisinnige Arzt letztendlich zum „eigentlichen Träger revolutionärer Gesinnung“ wird, was in Jenny bereits recht deutlich wurde.
Die Verfasserin selbst war auf die aufklärerische Wirkung ihres Romans sehr stolz und berichtete fast zwei Jahrzehnte danach in einer ihrer biografischen Darstellungen ausführlich von einem Gespräch mit einer Reisebekanntschaft, die sich bei ihr überschwänglich bedankt habe, weil ihr durch die Lektüre des Romans Jenny mit Hinblick auf ihre zuvor latenten Ressentiments gegenüber den Juden die Augen geöffnet worden seien.

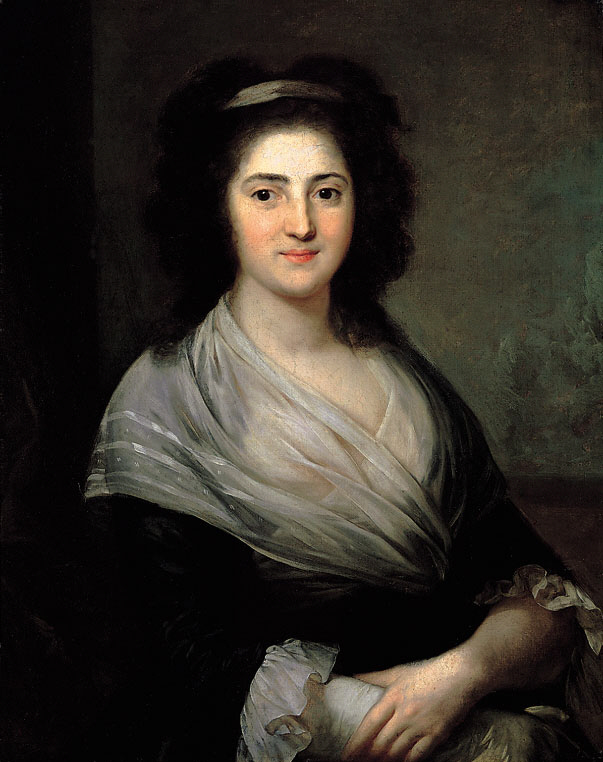
Anton Graff: Henriette Herz, 1792

Man hat Lewalds literarische Tätigkeit in ihren frühen Werken als Chance zur Selbstbefreiung interpretiert: „Anders als Louise Aston tat Fanny Lewald diesen Schritt in die Öffentlichkeit im Bewußtsein, Schriftstellerin und Frau zu sein, beide untrennbar in einer Person und in voller Verantwortung für den literarischen Text vollzogen“. Dabei reagierte Lewald auf herablassende Würdigung im Sinne, dass es für eine Frau gut geschrieben sei, stets beleidigt. Nachdem sie Clementine anonym veröffentlicht hatte und Jenny unter der Autorenschaft „von der Verfasserin von Clementine“ belustigte es sie ziemlich, dass es die damalige Öffentlichkeit als Versteck eines männlichen Autors ansah. Bereits ihre ersten beiden Romane ermöglichten ihr eine gewisse finanzielle Unabhängigkeit und die Aufrechterhaltung eines eigenen literarischen Salons, der sich großer Aufmerksamkeit bei den Bildungseliten Berlins erfreute.
Florian Krobb sah in der Figur der Jenny eine legitime Nachfolgerin der Salonièren Rahel Varnhagen von Ense und Henriette Herz in ihrer aufgeklärt-liberalen Sozialisation wie auch ihrer Streben nach einer Erfüllung im weiblichen Bildungsweg. Es ist die aktive Suche nach einem modernen Lebensweg, den Jenny über die traditionellen Entwürfe hebt: „Insgesamt bildet der Roman einen Appell für die vorurteilsfreie Menschlichkeit und Liberalität (…); er prangert die Bigotterie und Engstirnigkeit an, die einem Verhältnis zwischen Christen und Juden entgegen stehen. [Somit vertritt] der Roman (…) eine assimilatorische Tendenz (…) [als] Plädoyer für eine produktive, auf gegenseitigen Respekt gebaute Symbiose im Zeichen bürgerlich-progressiver Ideale“.
Vereinzelt erblickte man auch in dem Roman die Probleme der Akkulturation und Assimilation, hier verkörpert durch die Annahme der Taufe, primär im Vordergrund stehend, wobei in diesem Fall allerdings der Quervergleich zu den Verhältnissen in Wien etwas bemüht war.

## Ausgaben
- Fanny Lewald: Jenny
  - Bd. 1. Brockhaus-Verlag, Leipzig 1843 (Digitalisat und Volltext im Deutschen Textarchiv)
  - Bd. 2. Brockhaus-Verlag, Leipzig 1843 (Digitalisat und Volltext im Deutschen Textarchiv)
- Fanny Lewald: Jenny. tredition/Projekt Gutenberg, Hamburg o. J., ISBN 978-3-8424-0884-5
- Fanny Lewald: Jenny. Mit einem Nachwort von Mirna Funk. Reclam, Stuttgart 2023, ISBN 978-3-15-011455-1